# Rhyssemus nitidus
Rhyssemus nitidus är en skalbaggsart som beskrevs av Rudolph Petrovitz 1972. Rhyssemus nitidus ingår i släktet Rhyssemus och familjen Aphodiidae. Inga underarter finns listade i Catalogue of Life.